# Daikoku
Daikoku (anglicky Daikoku Seamount) je v současnosti neaktivní podmořský vulkán, nacházející se v Pacifiku, jihovýchodně od vulkánu Eifuku. 50 m široký kráter, nacházející se na severním úbočí sopky je místem emisí roztavené síry s teplotou až 187 °C. V tomto vodním prostředí žije ryba Symphurus thermophilus z čeledi jazykovcovitých.